# Amerikaans voetbalkampioenschap 1920/21
In 1920/21 werd het negentiende en laatste seizoen van de National Association Football League gespeeld. Bethlehem Steel FC werd voor de derde maal kampioen.
Na dit seizoen ging de American Soccer League I van start.

## Eindstand
| Plaats | Club                     | Wed. | W  | G | V | Ptn |
| ------ | ------------------------ | ---- | -- | - | - | --- |
| 1.     | Bethlehem Steel FC       | 12   | 11 | 1 | 0 | 23  |
| 2.     | New York Field Club      | 11   | 8  | 1 | 2 | 17  |
| 3.     | Brooklyn Robins Dry Dock | 12   | 5  | 2 | 5 | 12  |
| 4.     | Kearny Federal Ship      | 10   | 3  | 3 | 4 | 9   |
| 5.     | Kearny Erie              | 9    | 3  | 2 | 4 | 8   |
| 6.     | Bayonne Babcock & Wilcox | 12   | 2  | 1 | 9 | 5   |
| 7.     | Philadelphia Disston     | 9    | 1  | 2 | 6 | 4   |
| 8.     | Bunker Hill FC           | 3    | 0  | 0 | 3 | 0   |